# Bigote Arrocet
Edmundo Arrocet von Lohse, conocido artísticamente como Bigote Arrocet (Buenos Aires, 29 de noviembre de 1949) es un humorista y actor argentino-chileno afincado en España. Su carrera la inicio en Chile, como humorista y variedades, actuando varias veces en el famoso festival de viña del mar, siendo aclamado con antorchas y la gaviota de plata incluso el público cantándole el himno nacional. Por esta consagración, posteriormente se fue a España, siendo  recordado además por su participación en el archiconocido concurso español Un, dos, tres... responda otra vez.

## Biografía
Hijo de padre español, de Cataluña, y madre hispano-alemana, del País Vasco, vivió en Argentina durante once años, edad a la que se trasladó a Chile.
Fue a los 21 años cuando triunfó en el Festival Internacional de la Canción de Viña del Mar como humorista y principalmente como imitador, compartiendo escenarios.
Arrocet se trasladó a Chile en los años setenta y mantuvo amistad con el dictador chileno Augusto Pinochet.
En 1974 se traslada a España, donde logró saltar a la fama por segunda vez con su personaje de mexicano en los programas de televisión Un, dos, tres... responda otra vez[cita requerida], desde 1976 hasta 1992, y en menor medida en Aplauso (1979-1980). En el primer espacio se hicieron muy populares sus diálogos con la presentadora Mayra Gómez Kemp, a la que se dirigía como doña Mayrucha, y su coletilla repetida una y otra vez «Piticlín, piticlín». Entre 1991 y 1992 presentó el programa La ruleta de la fortuna, en Antena 3, junto a Mabel Lozano.
Cabe destacar su presencia en las películas españolas Aquí llega Condemor, el pecador de la pradera (1996) y Brácula: Condemor II (1997) haciendo de Lucas, sirviente a las órdenes de Condemor (Chiquito de la Calzada), además de Pápa Piquillo (1998).
En 2004 participó como concursante en el reality show español La selva de los famoS.O.S. (Antena 3). Años más tarde, en 2017, repitió la experiencia en Supervivientes (Telecinco). En septiembre del 2021 reaparece en televisión como concursante de Secret Story: La casa de los secretos (Telecinco).

### Vida privada
Arrocet contrajo matrimonio con la presentadora chilena Gabriela Velasco (1973-2013), con quien tuvo a su hija María Gabriela. En 1977 contrajo matrimonio en segundas nupcias en España con la odontóloga chilena Rocío Corral Penna, con quien tuvo dos hijos: Maximiliano y Estefanía. Su esposa Gabriela Velasco le interpuso una demanda por bígamo y su divorcio en Chile no se hizo efectivo hasta el año 2013. En 2012 quedó viudo de Rocío Corral. Desde 2014 hasta 2019 mantuvo una relación con la presentadora española María Teresa Campos. En 2020 se hizo público que había mantenido una relación sentimental con la presentadora de televisión Marta de Pablo.
Tiene un nieto, León, hijo de su hijo Maximiliano, y tres nietos de su hija María Gabriela; son Benuá (nacido en Barcelona), Pedro y José. 
Arrocet fue vegetariano durante 25 años. Escribió un prólogo para la edición española del libro de cocina Hare Krishna, de Bhaktivedanta Swami.

## Controversias
Tras su actuación en el Festival de Viña de 1974, Bigote Arrocet hizo una gira por el país con el cantante Buddy Richard y el comediante chileno-mexicano Hugo Goodman. Por extrañas circunstancias y tras un confuso tiroteo, Hugo Goodman falleció en Concepción. Desde entonces, tanto Bigote Arrocet como Buddy Richard han mantenido un estricto silencio sobre el incidente, situación de la que da cuenta el semanario The Clinic en un extenso reportaje publicado en el año 2017. A principios de 2017, la familia de Hugo Goodman presentó acciones judiciales en la justicia chilena con el fin de aclarar judicialmente las circunstancias del incidente. Hasta el día de hoy la causa judicial sigue en desarrollo.